# Киргизька Автономна Соціалістична Радянська Республіка (1926—1936)
Киргизька Автономна Соціалістична Радянська Республіка — автономна республіка у складі РРФСР, що існувала в 1926—1936 роках .
Столиця — місто Пішпек (у 1926 році перейменовано у Фрунзе).

## Історія
Киргизька АРСР була утворена 1 лютого 1926 шляхом перетворення Киргизької АО.
20 серпня 1934 Президія ВЦВК затвердив новий поділ республіки на райони.
З прийняттям нової «сталінської» конституції — 5 грудня 1936 року Киргизька АРСР була перетворена на Киргизьку РСР.